# Kaan Güdü
Kaan Güdü (* 7. Februar 1995 in Istanbul) ist ein türkischer Fußballspieler.

## Karriere
Güdü kam im Istanbuler Stadtbezirk Eminönü auf die Welt und begann mit dem Vereinsfußball in der Nachwuchsabteilung von Galatasaray Istanbul. Nach zwei Jahren wechselte er in den Nachwuchs von Istanbul Damlaspor und 2008 in die Nachwuchsabteilung von Fenerbahçe Istanbul.
Im Sommer 2013 wechselte er als Profispieler zum Istanbuler Drittligisten Fatih Karagümrük SK. Bis zum Saisonende kam er hier zu 19 Ligaeinsätzen.
Zur Saison 2015/16 wurde Kara schließlich an den Zweitligisten 1461 Trabzon, den Zweitverein von Trabzonspor, abgegeben.